# Погреби (Броварський район)
Погреби́ — село в Україні, у Зазимській громаді Броварського району Київської області. Розташоване за 2 км на північ від житлового масиву Вигурівщина-Троєщина м. Києва. Межує на північному сході з селом Зазим'я. На сході і південному сході оточене мішаним лісом, із заходу і півночі — розташовані придеснянські луки. На території села зафіксовані найнижча (близько 93 м) та найвища (149,9 м) точки Броварського району. Нині тут проживає 2790 чоловік. Загальна площа землі в адмінмежах колишньої Погребської сільської ради — 2475,8 га. Герб села є промовистим.

## Історія
В околицях Погребів (на березі річки Десна) зафіксовані пам'ятки доби мезоліту (досліджено подібне поселення в урочищі Лани поблизу Погребів). Круглі або овальні, невеликі, наземні (іноді трохи заглиблені в землю) житла вкривали шкурами тварин. Із речей, знайдених в урочищі Лани є прикраси — бронзовий браслет, заколка, також два фрагменти антропоморфних жіночих фігур, кілька орнаментованих пряслець.
В період енеоліту неподалік Погребів зафіксовано 20 археологічних пам'яток, у Погребах знайдено кілька фрагментів кераміки та тюльпаноподібну посудину лужицького типу.
Багато історичних, літописних, археологічних, фольклорних свідчень вказує на те, що Погреби були ще поселенням княжої доби. При розкопках археологи знайшли тут печатку Ратибора — воєводи часів князя Володимира Мономаха.
Перша письмова згадка належить до 1545 року за люстрацією Київського замку. Здавна село належить до Київської козацької сотні Київського полку. Зі скасуванням гетьманщини село переходить у казенне відомство.

###### Історія перейменувань вулиць
вулиця Суворова - вулиця Синьоозерна
провулок Суворова - провулок Синьоозерний
вулиця Гагаріна - вулиця Підлісна
вулиця Мічуріна - вулиця Героїв України
вулиця Некрасова - вулиця Княжа
вулиця Гайдара - вулиця Тиха
вулиця Чкалова - вулиця Мальовнича
вулиця Ватутіна  вулиця Залющинська
вулиця Кутузова - вулиця Старе Село
вулиця Горького - вулиця Ярослава Мудрого
провулок Горького - Провулок Ярослава Мудрого
вулиця Гоголя - вулиця Вербна
вулиця Дружби народів - вулиця Михайла Мельника

## Населення Погребів
| Рік  | Дворів та хат | Мешканців | Чоловіків | Жінок |
| ---- | ------------- | --------- | --------- | ----- |
| 1581 | 20            | —         | —         | —     |
| 1781 | 30            | —         | —         | —     |
| 1787 | —             | —         | 103       | —     |
| 1859 | 90            | 499       | 230       | 269   |
| 1868 | —             | 487       | —         | —     |
| 1877 | —             | 555       | —         | —     |
| 1897 | 217           | 1117      | —         | —     |
| 1901 | -             | 1065      | 525       | 540   |
| 1937 | 400           | —         | —         | —     |
| 1970 | —             | 2015      | —         | —     |
| 2001 | —             | 2087      | —         | -     |

- можливо тут подається населення сільської ради, яка могла включати село Погреби.

### Прихожани Зазимської церкви
За даними щодо прихожан імовірно включені також мешканці села Погреби, які до 1865 року не мали свого храму.
| Рік  | Чоловіки | Жінки | Всього |
| ---- | -------- | ----- | ------ |
| 1770 | 508      | 490   | 998    |
| 1790 | 525      | 218   | 734    |
| 1810 | 550      | 540   | 1090   |
| 1830 | 589      | 586   | 1175   |
| 1850 | 625      | 230   | 855    |
| 1860 | 641      | 655   | 1296   |

### Легенди села
Місцевий переказ називає першим засновником села рибалку. За свідченнями мешканців, назва села походить не від льохів, де рибалки зберігали рибу, а селяни овочі і не від того, що у підземних сховищах зберігали зброю. Назва села походить від порубів — обов'язкове місце схову на прикордонних позиціях. Погреби розташовані у стратегічному для Києва місці — звідси вівся контроль не лише за сухопутним шляхом, а й за водним шляхом з Чернігова. Поруб — давнє слово, що означає: місце схову, ув'язнення. На прикордонній буферній смузі постійно несли варту, оберігали, у разі потреби закривали порушників у порубах. З часом первісне значення слова було втрачено, натомість з'явилася назва села. За іншим переказом тут знаходились погреби київських монастирів із запасами овочів та меду.

### Мова
Розподіл населення за рідною мовою за даними перепису 2001 року:
| Мова       | Кількість | Відсоток |
| ---------- | --------- | -------- |
| українська | 2036      | 97.56%   |
| російська  | 50        | 2.39%    |
| білоруська | 1         | 0.05%    |
| Усього     | 2087      | 100%     |

## Освіта
Родовід Погребської школи почався у 1896 році, коли в селі збудували церкву Успіння Богородиці, призначили священика й дяка. Завдяки цьому з'явилася можливість навчати дітей. Стараннями сільської громади, за активної участі родини Андрія Семеновича Бруя, котрий виділив ліс та кошти, та під керівництвом Прокопа Улещенка було споруджено велику хату на дві половини (до 1907 року в цій хаті жив дяк, у другій половині була розташована класна кімната на 10-15 дітей). Сьогодні в цій будівлі живуть вчителі.
У 1907 році до села прибув на службу священник В. П. Ковалевський з дружиною. До вступу до духовної семінарії подружжя Ковалевських закінчили Ніжинський ліцей вищих наук кн. Безбородька. Марія Володимирівна навчала дітей грамоти. Школа набуває статус однокласного парафіяльного училища. Після закінчення якого частина дітей продовжували навчання у чотирикласному народному училищі Микільської слобідки, частина — у Броварському народному училищі.
У 1920-х роках для ліквідації неписьменності в села після закінчення вчительських курсів виряджали молодих фахівців. 1924 року було організовано чотирикласну початкову школу, яку у 1929 році реорганізували в семирічну. У Погребах після запровадження обов'язкового початкового навчання кількість учнів зросла до 150. Вечорами працювали групи лікнепу для дорослих. До 1932 р. в селі було ліквідовано неписьменність.
Наприкінці 1920-х років у селі толокою було збудовано приміщення на 6 класних кімнат, у яких працювало 15 учителів, навчалося понад 300 учнів. Навчання відбувалося у дві зміни. 1935 року почалося будівництво нової школи, у зв'язку з цим було розібрано церкву. У школі обладнали навчальні кабінети, лабораторію. У 1939 році Погребську семирічку перетворюють на неповну середню школу. Тоді в ній працювали 23 вчителі (з вищою освітою — 7), директором був І. Г. Репалюк (згодом отримав звання Заслуженого вчителя навчалося близько 450 учнів.
Перед німецько-радянською війною школою керував Ф. П. Клименко, у школі працювали драматичний гурток (керівник Я. В. Лаукарт) та гурток хорового співу (керівник М. П. Проскурова). Під час тимчасової окупації нацистами було спалено школу і майже все село. Після звільнення радянськими військами у 1943 році школа почала працювати під керівництвом М. П. Проскурової. Учні навчалися у п'яти сільських хатах, що уціліли, школа знов була семирічна. З 1945 р. директором школи був призначений М. В. Лобунець.
З 1967 до 1970 роки тривало будівництво нової школи на 560 місць, яке здійснювалося за допомоги радгоспу ім. Кірова, будівництво очолив Д. Г. Бруй, працювали всією громадою. Велика заслуга в будівництві Погребської школи її директора, відмінника народної освіти А. М. Пасіченка.
У 1944—1968 роках семирічку закінчили понад 700 учнів, з них 110 продовжили навчання в Зазимській середньої школи. За 33 роки функціонування школи, випущено понад тисячу школярів. Серед них 25 медалістів, близько 600 випускників здобули вищу освіту, зокрема 38 — педагогічну, 40 опанували військові професії, 48 — медичні, 10 — юридичні. З 1969 р. школа має статус середньої.
У 1974—1982 року Погребська десятирічка була базовим освітнім закладом Центрального інституту перепідготовки педагогічних кадрів. У школі діяли літературна студія «Криниця» (керівник Р. А. Середа), літературне об'єднання «Слово» (керівник Л. А. Гречана), драматичний гурток (керівник С. М. Кучерява), пошуковий загін «Данко», який працював у складі археологічної експедиції «Славутич», котру очолював професор Д. Я. Телегін. Археологічні матеріали і набутки етнографічного гуртка послугували новоствореному краєзнавчому музею.
При школі з 1967 року й понині працює філія Броварської районної вечірньої школи, яку закінчили понад 300 осіб. На базі школи створено оркестр народних інструментів (керівник Д. Ф. Биков) та духовий оркестр (керівник Д. Т. Негода). Сільський хор, основою якого був педагогічний колектив школи, під керівництвом народного артисту України В. М. Мінько здобув звання народного хору. Солістом хору був директор радгоспу О. М. Чижик.
Випускники школи:
- Бикова Любов Дмитрівна — кандидат педагогічних наук, київська консерваторія;
- Бруй Надія Семенівна — кандидат педагогічних наук, університет ім. Драгоманова;
- Гринько Варвара Пилипівна — педагог, поетеса;
- Гринько (Цуканова) Ніна Миколаївна — журналістка, поетеса;
- Гузенко Ольга Миколаївна — срібна призерка Олімпійських ігор в Монреалі, Майстер спорту міжнародного класу[14];
- Литвиненко Таїса Йосипівна — народна артистка України;
- Марченко Дмитро Іванович — кандидат фізико-математичних наук;
- Улещенко Володимир Васильович — здобув у Польщі науковий ступінь «Доктор наук фізичних» — відповідник українського кандидата фізико-математичних наук.

## Відомі люди
В селі Погреби народилися:
- Гринько Варвара Пилипівна — поетеса України, член Спілки письменників з 1987 року.
- Куцай Олександр Михайлович (1964—2017) — український фізик;
- Литвиненко Таїсія Йосипівна (1935 - 2025) — народна артистка України;
- Матвійчук (Бикова) Любов Дмитрівна — доцент кафедри народних інструментів НМАУ[15] (1996 р.), лауреат Всеукраїнського конкурсу виконавців на народних інструментах (1997 р., 1 премія), автор навчального посібника «Методичні основи формувань виконавської майстерності домристів»;
- Михальченко Роман Миколайович (1978—2022) — молодший сержант Збройних Сил України, учасник російсько-української війни, що загинув у ході російського вторгнення в Україну в 2022 році.
- Негода Сергій Петрович (1967 р.н.) — український письменник і педагог.

Мешкав та похований:
- Мельник Михайло Спиридонович — український історик, поет, дисидент, учасник Української Гельсінської групи.

11 вересня 2021 року в селі Погреби загинув суддя Печерського районного суду Віталій Писанець.